# 仰桑河
仰桑河（藏語：གཡང་བཟང་ཆུ།）也作仰桑曲，位于中国西藏自治区林芝市墨脱县境内的一条河流，是雅鲁藏布江左岸支流。发源于亚比罗喀山北麓，蜿蜒向西北流，于吉刀西南汇入雅鲁藏布江。河长61千米，流域面积1306平方千米，落差2500米。仰桑河流经中华人民共和国与印度领土争议的藏南地区，是中华人民共和国民政部第四批增补藏南地区公开使用地名中的一个。仰桑河实际流经印度阿鲁纳恰尔邦上桑朗县中部地区。